# Seillons-Source-d'Argens
Seillons-Source-d'Argens é uma comuna francesa na região administrativa da Provença-Alpes-Costa Azul, no departamento de Var. Estende-se por uma área de 25,11 km². Em 2010 a comuna tinha 2 540 habitantes (densidade: 101,2 hab./km²).